# السوريون في أستراليا
يشير الأستراليون السوريون إلى الأستراليين من أصل سوري أو الأشخاص المولودين في سوريا والذين يقيمون في كومنولث أستراليا.
فتحت أستراليا أبوابها للاجئين السوريين من خلال إعطاء الأولوية لجميع الأقليات المضطهدة، بما في ذلك الآشوريون, والدروز، والتركمان السوريون، واليزيديون.

## اقرأ أيضاً
عرب أستراليا
الآشوريون والسريان والكلدان في أستراليا
أسترالي لبناني
شتات سوري